# Vampirii (film)
Vampirii (în engleză Vampires, cunoscut și ca John Carpenter's Vampires) este un film american Western de groază din 1998.
Este scris de Don Jakoby după un roman omonim de John Steakley și regizat de John Carpenter; cu James Woods, Daniel Baldwin, Sheryl Lee, Thomas Ian Griffith, Maximilian Schell și Tim Guinee în rolurile principale.
John "Jack" Crow este conducătorul unor vânători de vampiri care distrug un cuib de vampiri în Mexic. Jan Valek, stăpânul vampirilor, îi masacrează toată echipa și Crow pornește pe urmele sale.

## Distribuție
- James Woods - John "Jack" Crow
- Daniel Baldwin - Tony Montoya
- Sheryl Lee - Katrina
- Tim Guinee - Father Adam Guiteau
- Thomas Ian Griffith - Jan Valek
- Maximilian Schell - Cardinal Alba
- Mark Boone Junior - Catlin
- Gregory Sierra - Father Giovanni
- Cary-Hiroyuki Tagawa - David Deyo
- Thomas Rosales, Jr. - Ortega
- Henry Kingi - Anthony
- David Rowden - Bambi
- Clarke Coleman - Davis
- Chad Stahelski - Male Master
- Marjean Holden - Female Master